# Домнинские Дворы
Домнинские Дворы — деревня в Заокском районе Тульской области в составе Демидовского сельского поселения.

## География
Деревня находится в северной части Тульской области на расстоянии приблизительно 8 километров по прямой на юг-юго-восток от посёлка Заокский, административного центра района.

## История
В 1859 году здесь (деревня Алексинского уезда Тульской губернии) было отмечено 8 дворов, в 1926— 5, на предвоенной карте (1935—1941 гг.) отмечено 15 дворов.

## Население
Постоянное население деревни составляло 38 человек (1859 год), 23 (1926), 14 (русские 50 %, армяне 36 %) в 2002 году, 23 в 2010.